# Розкіш (настільна гра)
Розкіш (англ. Splendor) — карткова гра для двох-чотирьох гравців, розроблена Марком Андре та ілюстрована Паскалем Кідуалем. Гра була випущена у 2014 році компанією Space Cowboys. Назва Splendor походить з латини та означає «блиск, слава, велич», аналогічно до значення цього слова в англійській мові. В Україні гра локалізована видавництвом Бельвіль.

## Принцип гри
Гравці виступають у ролі торговців гільдії епохи Відродження та намагаються створити власну торговельну імперію. Для цього вони купують шахти дорогоцінного каміння, кораблі або наймають ремісників. Це дозволяє отримувати додаткові камені, бонуси або престиж. Гра завершується, коли один із гравців набирає найбільше престижу.

## Спін-офи
У 2017 році була випущена розширена версія гри під назвою Cities of Splendor, яка включає чотири модулі: «Міста», «Торгові пости», «Схід» і «Фортеці». Видання The Opinionated Gamers позитивно оцінило цю версію, описуючи зміни як тонкі та різноманітні.
Мобільна версія гри була розроблена компанією Asmodee Digital для платформ iOS, Android та Steam.
У 2020 році вийшла версія Splendor: Marvel, яка є рімейком гри, заснованим на персонажах із Marvel Comics. Гра зосереджена на сюжетній лінії Рукавиця Нескінченності, де Танос намагається зібрати Камені вічності.
У 2022 році була випущена Splendor Duel, самостійна гра лише для двох гравців, яка зберігає основні механіки оригінального Splendor, адаптуючи їх для дуельного формату.

## Нагороди
Splendor отримала численні національні та міжнародні нагороди. Нижче наведено список здобутих відзнак:
| Рік  | Нагорода                      | Результат | Примітка                                                |
| ---- | ----------------------------- | --------- | ------------------------------------------------------- |
| 2014 | Spiel des Jahres              | Номінація | 3-е місце                                               |
| 2014 | Deutscher Spiele Preis        | Номінація | 10-е місце                                              |
| 2014 | Meeples’ Choice Award         | Номінація | 3-е місце                                               |
| 2014 | Lys Grand Public              | Номінація | Французька ігрова премія                                |
| 2014 | Golden Geek Award             | Перемога  | Гра року                                                |
| 2014 | Golden Geek Award             | Перемога  | Найкраща сімейна настільна гра                          |
| 2014 | Golden Geek Award             | Номінація | Найкраще оформлення та презентація настільної гри       |
| 2014 | Tric Trac d'Argent            | Перемога  |                                                         |
| 2015 | Nederlandse Spellenprijs      | Перемога  |                                                         |
| 2015 | Hungarian Board Game Award    | Номінація |                                                         |
| 2015 | As d'Or — Jeu de l'Année      | Номінація |                                                         |
| 2015 | Origins Awards Best Card Game | Номінація | [ 7 ]                                                   |
| 2016 | MinD-ігрова премія            | Перемога  | категорія «короткі ігри»                                |
| 2022 | Golden Geek Award             | Перемога  | Найкраща настільна гра для двох гравців (Splendor Duel) |